# Bayliss Levrett
Bayliss David Levrett (Jacksonville, 14 febbraio 1914 – Reno, 13 marzo 2002) è stato un pilota automobilistico statunitense.
Tra il 1950 e il 1960 la 500 Miglia di Indianapolis faceva parte del Campionato mondiale di Formula 1, per questo motivo Levrett ha all'attivo anche 1 Gran Premio in F1.

## Risultati in F1
| 1950 | Scuderia | Vettura |  |  |     |  |  |  |  |  | Punti | Pos. |
| ---- | -------- | ------- |  |  | --- |  |  |  |  |  | ----- | ---- |
| 1950 | Palmer   | Adams   |  |  | Rit |  |  |  |  |  |       |      |

| 1951 | Scuderia    | Vettura |  |    |  |  |  |  |  |  | Punti | Pos. |
| ---- | ----------- | ------- |  | -- |  |  |  |  |  |  | ----- | ---- |
| 1951 | Safety Seal | Silnes  |  | NQ |  |  |  |  |  |  |       |      |

| 1952 | Scuderia    | Vettura      |  |    |  |  |  |  |  |  | Punti | Pos. |
| ---- | ----------- | ------------ |  | -- |  |  |  |  |  |  | ----- | ---- |
| 1952 | Brown Motor | Kurtis Kraft |  | NQ |  |  |  |  |  |  |       |      |

| Legenda | 1º posto     | 2º posto | 3º posto    | A punti         | Senza punti/Non class.  | Grassetto – Pole position Corsivo – Giro più veloce |
| Legenda | Squalificato | Ritirato | Non partito | Non qualificato | Solo prove/Terzo pilota | Grassetto – Pole position Corsivo – Giro più veloce |

* Nel 1950 auto condivisa con Bill Cantrell.